# クラウド・アジャポン
クラウド・アジャポン（Claud Adjapong，1998年5月6日 - ）は、イタリア・エミリア＝ロマーニャ州モデナ県モデナ出身のサッカー選手。アスコリ・カルチョ1898 FC所属。ポジションはディフェンダー。

## 経歴

### クラブ
サッスオーロのユースチーム出身で、2016年3月11日、ユヴェントスFC戦でマッテオ・ポリターノとの交代で途中出場しデビューした。
2019年8月21日、エラス・ヴェローナFCに買取オプション付きのレンタルで移籍した。
2022年9月1日、アスコリ・カルチョ1898 FCに3年契約で移籍した。

### 代表
ガーナ系の両親のもとで生まれ、18歳になるまではガーナのパスポートしか持っていなかった。ガーナ代表でプレーする権利を持っていた。
2016年8月25日、イタリアのパスポートを取得し、U-19イタリア代表に召集された。2017年9月1日、U-21イタリア代表としてU-21スペイン代表戦でデビューした。